# Nackenschlag (Knoten)
Der Nackenschlag ist ein beim Lastenumschlag verwendeter Knoten. Er dient der Befestigung einer Trosse am Kranhaken. Der Knoten ist extrem unsicher, da er nur unter Belastung hält.